# Кадис
Ка́дис (исп. Cádiz, лат. Gades), в дореволюционных текстах Ка́дикс — город на юго-западе Испании в составе автономного сообщества Андалусия. Муниципалитет входит в район (комарку) Баия-де-Кадис. Население Кадиса составляет 133 000 человек (на 2004 год) (с пригородами — 629 000).

## История
Кадис был основан финикийцами около 1100 года до н. э. и претендует на звание старейшего города Западной Европы. Финикийцы называли его Гадир или Гадер, греки — Гадира или Гадейра, римляне — Га́дес. В древности город торговал с близлежащим Тартессом.
У финикинян Агадир был отнят карфагенянами. Именно отсюда начинали свои знаменитые плавания Ганнон и Гимилькон. После Второй пунической войны (206 год до н. э.) Гадес перешёл к римлянам. Цезарь дал городу муниципальные права. В конце I века до н. э. географ Страбон ошибочно считал Гадес вторым по численности населения городом в Римской империи. Позже Агадир подпал под власть вандалов, вестготов и арабов.
У греков и византийцев Кадис считался «краем света»; была даже поговорка «дальше Кадиса и пути нет» (её употребляет, например, Григорий Богослов в «Похвальном слове» Василию Великому), по смыслу тождественная русской «выше головы не прыгнешь».
В первой испанской хронике (1280-е гг.), подготовленной королём Альфонсо X, говорится о том, что в городе находились пограничные столбы самого Геркулеса, и заселение местности возводилось к этому древнегреческому герою.
В 844 году город подвергся нападению викингов.
Мавританское предание приписывало Абд аль-Мумину разрушение «кумира», чьи злые чары блокировали путь кораблям к Кадису. В 1262 году город завоёван Кастилией. В эпоху Великих географических открытий Кадис стал главным портом для отправки испанских экспедиций в Америку. Из соседнего с Кадисом порта Палос-де-ла-Фронтера отправлялись на запад корабли Колумба.
С зимы 1587 года в порту Кадиса началась подготовка кораблей Великой Армады для похода на Британию, но противник быстро обнаружил её и к апрелю подготовил контратаку. В конце апреля из плохо защищённого береговой артиллерией порта вышел военный конвой для встречи кораблей из Америки, а оставшиеся 3 десятка кораблей были сильно недоукомплектованы. Тактическим просчётом испанцев воспользовался отряд британского капера Френсиса Дрейка, который к 1 мая, в течение трёхдневного боя, нанёс порту и флоту существенный урон, уничтожив по разным источникам от 24 до 38 кораблей.
В 1596 году англичане вновь напали на Кадис и на этот раз сожгли город.
В марте 1671 года по ночному городу пронёсся мощный смерч, убивший до 600 человек.
В августе 1725 года в порту Кадиса впервые бросили якорь российские моряки; экспедицией командовал капитан Иван Кошелев.
Закат благосостояния Кадиса начался с Лиссабонского землетрясения 1755 года, которое разрушило треть города. Через 11 лет король Карл III своим указом предоставил автономные права острову Леон, таким образом лишив городские власти полномочий по управлению этим островом.
Осада Кадиса французами безуспешно продолжалась с 1810 по 1812 гг. Во время этой осады кадисскими кортесами была принята конституция 1812 года. В 1823 году в Кадисе нашли убежище кортесы вместе с пленённым ими королём Фердинандом. Французский король Людовик XVIII отрядил на юг Испании своего племянника, который подавил мятеж и вызволил испанского монарха из плена. В честь взятия французами кадисского форта Трокадеро был назван один из дворцов Парижа.
В 1868 году в Кадисе вспыхнуло восстание, повлёкшее за собой отречение от престола Изабеллы II, отставку Гонсалеса Браво и формирование нового правительства во главе с Хосе Кончей. Правда, уже через два года кадисские кортесы проголосовали за возвращение к монархической форме правления.
Скоро здесь пройдут съемки сериала Молодой Шерлок.

## Климат
| Показатель                    | Янв. | Фев. | Март | Апр. | Май  | Июнь | Июль | Авг. | Сен. | Окт. | Нояб. | Дек. | Год  |
| ----------------------------- | ---- | ---- | ---- | ---- | ---- | ---- | ---- | ---- | ---- | ---- | ----- | ---- | ---- |
| Абсолютный максимум, °C       | 22,5 | 25,3 | 29,0 | 31,4 | 36,5 | 37,6 | 40,0 | 43,0 | 37,8 | 31,5 | 27,6  | 23,6 | 43,0 |
| Средний суточный максимум, °C | 16,0 | 16,8 | 18,8 | 19,9 | 22,1 | 25,3 | 27,7 | 27,9 | 26,3 | 23,7 | 19,6  | 16,9 | 21,6 |
| Средняя температура, °C       | 12,7 | 13,8 | 15,5 | 16,8 | 19,1 | 22,4 | 24,6 | 25,0 | 23,3 | 20,3 | 16,5  | 13,9 | 18,6 |
| Средний суточный минимум, °C  | 9,4  | 10,7 | 12,3 | 13,7 | 16,2 | 19,5 | 21,4 | 22,0 | 20,3 | 17,3 | 13,3  | 10,9 | 15,4 |
| Абсолютный минимум, °C        | 0,2  | −1   | 3,0  | 6,5  | 9,2  | 11,0 | 16,6 | 15,6 | 12,6 | 8,0  | 4,6   | 1,5  | −1   |
| Норма осадков, мм             | 69,0 | 58,5 | 34,7 | 45,2 | 26,9 | 6,7  | 0,2  | 1,7  | 23,8 | 67,3 | 97,7  | 92,3 | 524  |

## Достопримечательности
- Крепостные сооружения и береговые форты разных времён. Вход в старый город Кадиса защищают Земляные ворота (исп. Puerta de Tierra).
- Над набережной высится колоссальный Новый собор, построенный в стиле барокко по проекту Висенте Асеро. Старый собор XIII века сильно пострадал в ходе нападения на Кадис англичан в 1596 году и был переделан в церковь Санта-Крус.
- В смотровой башне Тавира работает камера-обскура. Это самая высокая из более чем 160 башен, построенных к началу XVIII века кадисскими купцами для наблюдения за прибытием кораблей.
- В 1980 г. обнаружены руины древнеримского театра, построенного Луцием Корнелием Бальбом, — второго по величине в античном мире.
- В археологическом музее Кадиса выставлены предметы, свидетельствующие о глубокой древности города. В частности, два финикийских саркофага, предположительно привезённых сюда в древности из Сидона.
- Из особняков аристократии наиболее примечателен т. н. Дом адмирала (Casa del Almirante), выстроенный в конце XVII века семейством одного из адмиралов «серебряного флота» на доходы от торговли с колониями.
- Оперный театр Кадиса (Gran Teatro) выстроен в стиле «нео-мудехар» в 1884—1905 годах и носит имя композитора Мануэля де Фальи, который покоится в городском соборе.
- Своеобразной достопримечательностью Кадиса является местная кухня, и в частности, такое десертное рождественское блюдо, как кадисский туррон.

## Галерея
- Набережная и собор Санта-Крус
- Крепость Санта-Каталина
- Приморская часть города
- Крепость Сан-Себастьян[исп.]
- Спутниковый вид на Кадис
- Финикийские антропоидные саркофаги (400-470 гг. до н. э.), найденные в Кадисе, предположительно были завезены с финикийской родины вокруг Сидона (сейчас в музее Кадиса)[6][7]
- Защита Кадиса от англичан, Франсиско де Сурбаран, 1634 (Музей Прадо, Мадрид)
- Карта Кадиса 1813 г.
- Карта Кадиса 1886 года
- Каса де лас 5 Торрес (Дом 5 Башен)
- Церковь Сан-Франциско
- Плаза-де-Сан-Антонио и церковь
- Кадисский собор
- Ратуша
- Памятник Конституции 1812 года
- Дом адмирала
- Площадь Черепахи
- Дворец конгрессов (Старая табачная фабрика)
- Римский театр
- Пилоны Кадиса
- Земляные врата
- Арка розы
- Пляж Ла Калета
- Плакат с рекламой карнавала Кадиса 1926 года

## Города-побратимы
- Балтимор (англ. Baltimore), Мэриленд, США
- Брест (фр. Brest), Франция[8]
- Буэнос-Айрес (исп. Buenos Aires), Аргентина[9]
- Гавана (исп. La Habana), Куба
- Дахла (араб. الداخلة‎), Западная Сахара
- Картахена (исп. Cartagena de Indias), Колумбия[10]
- Ла-Корунья (исп. La Coruña, галис. A Coruña), Испания
- Мидуэй (англ. Medway), Англия, Великобритания
- Мостолес (исп. Móstoles), Испания
- Монтевидео (исп. Montevideo), Уругвай
- Рочестер (англ. Rochester), США
- Сан-Хуан (исп. San Juan), Пуэрто-Рико
- Сеута (исп. Ceuta), Испания
- Танжер (фр. Tanger, араб. طنجة‎), Марокко
- Торревьеха (исп. Torrevieja, кат. Torrevella), Испания
- Уэльва (исп. Huelva), Испания
- Сантус, Бразилия
- Индио, Калифорния, США
- Санта-Фе-де-Антиокия, Колумбия[11]
- Ла-Дорада[исп.], Колумбия[12]
- Гуадуас[исп.], Колумбия
- Онда, Колумбия
- Амбалема[исп.], Колумбия
- Сан-Себастьян-де-Марикита[исп.], Колумбия
- Богота, Колумбия[13]
- Санта-Крус-де-Тенерифе, Испания
- Лас-Пальмас, Испания
- Мехико, Мексика
- Пуэбла, Мексика
- Веракрус, Мексика
- Сан-Педро-Чолула, Мексика